# Australian Goldfields Open
Australian Goldfields Open – profesjonalny rankingowy turniej snookerowy.
Pomysł turnieju pojawił się w 1989 roku, pod nazwą Australian Open. Jednak z powodu braku zainteresowania wśród sponsorów zawody w Australii zostały przeniesione do Hongkongu. Nowy turniej nazywał się Hong Kong Open.
w 2011 roku Światowy Związek Profesjonalnego Bilarda i Snookera reaktywował turniej pod nazwą Australian Goldfields Open. Turniej rozgrywany w Bendigo w Australii.

## Zwycięzcy
| Rok                        | Zwycięzca      | Przegrany        | Wynik          | Sezon          |
| Hong Kong Open             | Hong Kong Open | Hong Kong Open   | Hong Kong Open | Hong Kong Open |
| -------------------------- | -------------- | ---------------- | -------------- | -------------- |
| 1989                       | Mike Hallett   | Dene O’Kane      | 9–8            | 1989/90        |
| Australian Goldfields Open |                |                  |                |                |
| 2011                       | Stuart Bingham | Mark J. Williams | 9–8            | 2011/12        |
| 2012                       | Barry Hawkins  | Peter Ebdon      | 9–3            | 2012/13        |
| 2013                       | Marco Fu       | Neil Robertson   | 9–6            | 2013/14        |
| 2014                       | Judd Trump     | Neil Robertson   | 9–5            | 2014/15        |
| 2015                       | John Higgins   | Martin Gould     | 9–8            | 2015/16        |